# Michelangelo Ricci
Michelangelo Ricci (Roma, 30 de enero de 1619 - † Roma, 12 de mayo de 1682), matemático italiano, fue amigo de Torricelli. Estudió teología y Derecho en Roma, coincidiendo en sus años universitarios con René de Sluze, lo que hizo que cada uno de los tres influyese de una forma decisiva en los estudios matemáticos cursados por los otros.

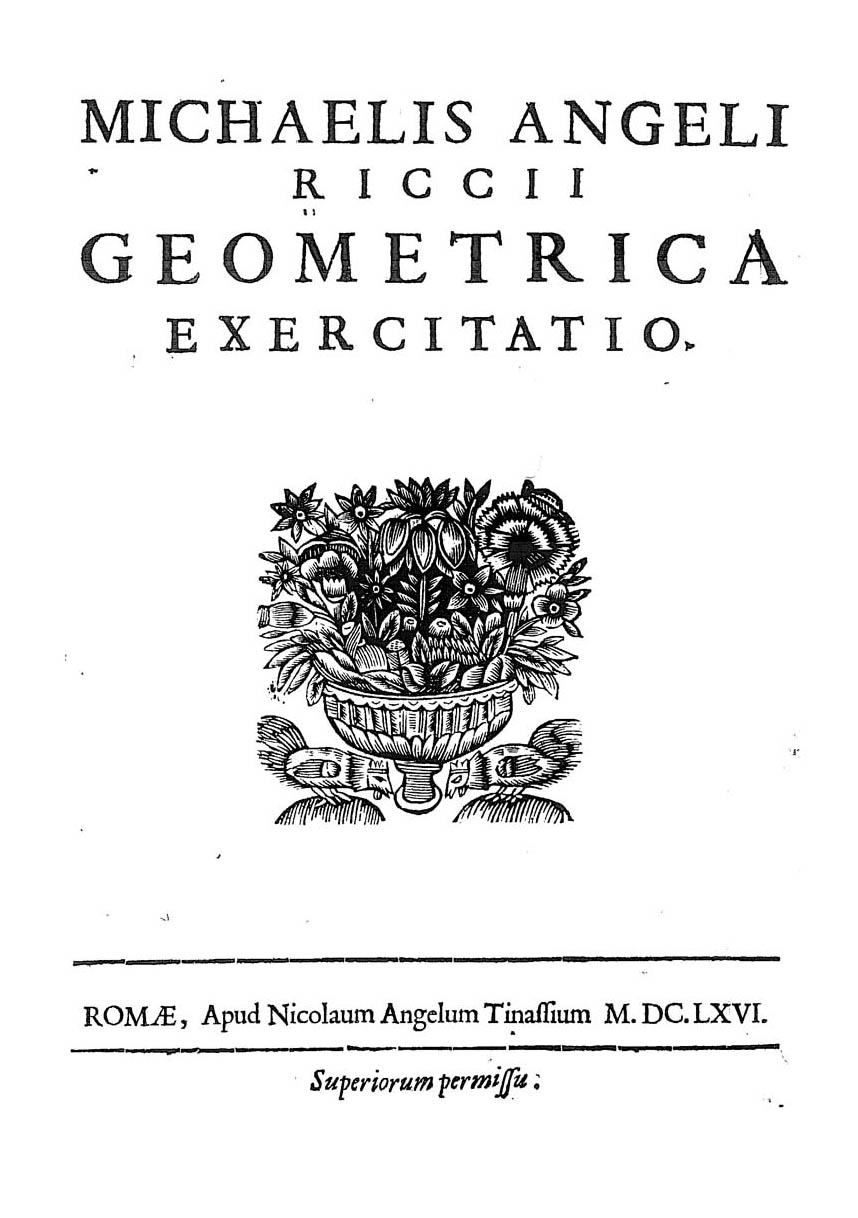
Geometrica exercitatio, 1666

Al igual que De Sluze, Ricci hizo carrera en la Iglesia, sirviendo al papado en diferentes funciones antes de ser ordenado cardenal por el Papa Inocencio XI en 1681.
La obra principal de Ricci es la Exercitatio geometrica, De maximis et minimis (1666), de tan sólo 19 páginas, que fue posteriormente reimpresa como apéndice a la Logarithmo-technia (1668) de Nicolaus Mercator.
En dicho trabajo Ricci encuentra el máximo de {\displaystyle x^{m}(a-x)^{n}} y las tangentes a {\displaystyle y^{m}=kx^{n}}. Sus métodos son ejemplos tempranos de inducción. Estudió también las espirales (1644) y las cicloides (1674).
En su época, la fama de Ricci como matemático se basó más en las muchas cartas que escribió sobre temas matemáticos que en su obra impresa. Intercambió correspondencia con varios colegas europeos, como Clavius, Viviani y Sluze.
- Datos: Q369265
- Multimedia: Michelangelo Ricci / Q369265